# Продолжающие англикане
Продолжающееся англиканское движение (англ. Continuing Anglican movement, также известное как англиканский континуум, англ. Anglican Continuum) — общее название ряда независимых западных христианских деноминаций, принадлежащих к англиканской традиции, но которые не являются частью англиканского сообщества. Относимые к этому движению деноминации, как правило, считают, что традиционные формы англиканской веры и богослужения были неприемлемо пересмотрены или отвергнуты в некоторых поместных церквах англиканского сообщества в последние десятилетия. Поэтому они заявляют, что они «продолжают» или сохраняют англиканскую линию апостольской преемственности, а также историческую англиканскую веру и практику.
Современное «продолжающееся» движение в основном относится к Конгрессу в Сент-Луисе в 1977 года, на котором участники собрания отвергли рукоположение женщин и изменения, внесённые в Книгу общих молитв епископальной церковью США.

## Отношения с англиканским сообществом и не входящими в него англиканскими общинами
«Продолжающиеся» англиканские церкви, как правило, формировались духовенством и мирянами, которые покидали церкви, принадлежащие к англиканскому сообществу. Эти особые церкви англиканского сообщества обвиняются со стороны «продолжающегося» движения, в том, что они скомпрометировали себя принятием светских культурных стандартов и либеральными подходами к богословию. Многие «продолжающие» англикане считают, что вера некоторых церквей, находящихся в общении с архиепископом Кентерберийским стала либо неортодоксальной, либо вообще нехристианиной, и поэтому «продолжающие» не стремились быть в общении с ними. Хотя термином Anglican традициооно обозначают церкви, находящиеся в общении с Церковью Англии и архиепископом Кентерберийским, многие «продолжающиеся» церкви, особенно в Соединённых Штатах, используют термин Anglican, чтобы отличать себя от Епископальной церкви. Многие продолжающие англикане считают, что они остаются верными исторической англиканской традиции и библейскому христианству и что это Епископальная церковь в США, в то время как другие части англиканского сообщества стали неортодоксальными.
Юрисдикции, входившие в продолжающееся англиканское движение, не были первыми, кто отделился от англиканского сообщества. Старейшими независимыми англиканскими церквями являются Свободная церковь Англии, первые собрания которой были основаны в 1844 году, и Реформатская епископальная церковь, основанная в 1873 году. Эти церкви как правило не рассматриваются как продолжающиеся англиканские церкви, потому что они были созданы до начала Продолжающегося англиканского движения 1970-х годов, однако они связаны с продолжающимися церквями на нескольких уровнях и имеют сходство в убеждениях и практиках.
Другие англиканские сообщества, не связанные с архиепископом Кентерберийским, включают Реформатскую евангелическую англиканскую церковь Южной Африки и Ортодоксальное англиканское сообщество, основанную Англиканской православной церковью в 1960-х годы.

## Богословское разнообразие
Англиканство в целом всегда стремилось к равновесию между акцентами католицизма и протестантизма, хотя и допускало ряд проявления евангеликализма и церемониала. Духовенство и миряне из всех англиканских церковных традиций активно участвовали в формировании продолжающегося англиканского движения. Такими традициями внутри англиканства были: «высокая церковь», «широкая церковь» и «низкая церковь». Многие из них являются англо-католиками с церемониальными литургическими практиками «высокой церкви». Другие принадлежат в большей степени к евангелической или «низкой» церковной традиции, поддерживая Тридцать девять статей и часто чередуя Утреннюю молитву со Святым Причастием.
«Продолжающиеся» церкви в США отвергают редакцию Книги общих молитв 1979 году, сделанную епископской церковью, и используют версию 1928 года или более ранние официальные версии Книги общих молитв. Кроме того, некоторые англо-католические организации также используют англиканский миссал или английский миссал, служа евхаристию.
Литургическое использование авторизованной версии Священного Писания 1611 года, известной в США как версия короля Джеймса, также является общей чертой. Это делается по многим причинам, включая эстетику, и в противовес либеральному или прогрессивному богословию, в котором воплощены английские переводы, такие как Новая переработанная стандартная версия (New Revised Standard Version).

## История

### Появление
Продолжающееся англиканское движение возникло в Епископальной церкви в США и Англиканской церкви Канады. Родственные церкви в других странах, такие как Англиканская католическая церковь в Австралии (Anglican Catholic Church in Australia) и Церковь Англии (Продолжающаяся) (Church of England (Continuing)), были основаны позже.
В 1976 году Генеральная конвенция Епископальной церкви в США проголосовала за одобрение рукоположения женщин в священный сан и в епископат, а также в предварительном порядке приняла новую и доктринально противоречивую Книгу общих молитв, которая позднее получила название версия 1979 года (1979 version). В течение следующего года, 1977 года, несколько тысяч несогласных с этими изменениями представителей духовенства и мирян ответили на эти действия встречей в Сент-Луисе, штат Миссури, под эгидой Общества обеспокоенных верующих (Fellowship of Concerned Churchmen) и приняли богословское заявление «Сент-Луисское заявление» (Affirmation of St. Louis). Подтверждение выражало решимость «продолжать в кафолической вере, апостольском порядке, ортодоксальном вероисповедании и евангельском свидетельстве традиционной англиканской церкви, делая всё необходимое для продолжения этого» (to continue in the Catholic Faith, Apostolic Order, Orthodox Worship and Evangelical Witness of the traditional Anglican Church, doing all things necessary for the continuance of the same).
На этой встрече появилась новая церковь с временным названием «Англиканская церковь в Северной Америке (епископальная)». Первый епископ новой церкви Чарльз Дорен был поставлен отставным епископом епископальной церкви Альбертом Чамберсом из епархии Спрингфилда, штат Иллинойс, в сослужении с Франциско Пагтаханом из Филиппинской независимой церкви. Хотя ожидалось участие в этой хиротонии третьего епископа — Марк Паэ из Англиканской церкви Кореи, но он ограничился отправкой вместо этого письма с согласием. Такой поворот событий дал повод обвинять традиционалистов в нарушении англиканского обычая апостольского преемства, так как в хирпотонии обычно участвуют три епископа.
После хиротонии Дорен присоединился к Чамберсу и Пагтахану. В дальнейшем были рукоположены во епископов Джеймсу Орин Моте, Роберт Морс и Фрэнсис Уоттерсон. Уоттерсон вскоре покинул движение и стал римско-католическим священником.

### Разделения
В процессе ратификации новой церковной конституции, возникли острие разногласия, в результате чего движение разделилось на две церкви в США и отдельную канадскую церковь: Англиканская католическая церковь во главе с Моте, Епархияей Христа-Царя (ныне Англиканская провинция Христа-Царя) во главе с Морсом и Англиканская католическая церковь Канады. В 1981 году Дорен и его последователи покинули Англиканскую католическую церковь и основали Объединённую епископальную церковь Северной Америки, будучи недовольными нерасположенностью других юрисдикций в отношении приверженцев «низкой церкви».

### Дальнейшее развитие
Изначально продолжающиеся англиканские приходы в Северной Америке были расположены в основном в крупных городах и их агломерациях. С конца 1990-х годов появился ряд небольших общин, часто в результате разделений в существующих епископальных приходах или миссиях. В Справочнике традиционных англиканских и епископальных приходов 2007/08 года, опубликованном «Обществом обеспокоенных верующих», содержалась информация о более чем 900 приходах, связанных с продолжающимися англиканскими церквями или движением англиканской перестройки (Anglican realignment).
Принципы, изложенные в Сент-Луисском заявлении и, в меньшей степени, в Тридцати девяти статьях о Религии дают некоторую основу для единства в движении, но составляющие его юрисдикции многочисленны, но малы по числу приходов, часто раскалываются и воссоединяются. Многие такие юрисдикции более позднего происхождения также назвали себя «продолжающим англиканским», хотя они не имеют никакого отношения к Сент-Луисскому конгрессу и не придерживаются всех его принципов. В некоторых докладах число таких юрисдикций составило более сорока, но в общей сложности менее, чем у десятка юрисдикций, которые в народе называются «Продолжающимися англиканскими церквами», история восходит к встрече в Сент-Луисе.

### Усилия по воссоединению
В 2007 году различные юрисдикции предприняли попытки преодолеть разделения внутри движения. Англиканская католическая церковь, Англиканская провинция Христа-Царя и Объединённая епископальная церковь Северной Америки вступили в дискуссию о возможном органическом единстве. Соглашение о причастии было заключено 17 мая 2007 года. В январе 2009 года по одному епископу от каждой юрисдикции участвовал в посвящении трёх суффраганных епископов в Сент-Луисе, намереваясь, чтобы они обслуживали все три юрисдикции.
Англиканская епископальная церковь и независимая Епархия Великих озёр сформировали Североамериканскую англиканскую конференцию для взаимопомощи между «библейскими англиканскими» церквами. суффраганный епископ был посвящён для англиканской епископальной церкви в конце 2008 года председательствующим епископом и тремя епископами Епархии Великих озёр. Епархия Великих озёр и Англиканская епископальная церковь впоследствии слились с Объединённой епископальной церковью Северной Америки.
Другая региональная ассоциация, способствующая расширению диалога и возможностей общения, — это Общее дело Аппалачия (Common Cause Appalachia), к которой относятся некоторые продолжающиеся англиканские церкви в Джорджии, Кентукки, Северной Каролине и Теннесси.
В 2007 году продложающийся англиканский церковный орган, Традиционное англиканское сообщество (TAC), сделал официальное предложение Римско-католической церкви о допуске в «полный корпоративный и сакраментальный союз» с этой церковью таким образом, который позволил бы сохранять некоторое из его англиканского наследия. 5 июля 2008 года Ватикан объявил, что он серьёзно рассматривает призывы, полученные от различных англиканских групп, стремящихся к союзу с самим ним, отмечая, что «ситуация в рамках англиканского сообщества в целом стала значительно более сложной». 29 октября 2009 года Конгрегация доктрины веры объявила о намерении Папы Бенедикта XVI создать новый тип церковной структуры, именуемый «личным ординариатом», для групп англикан, вступающих в полное общение с Римом. 4 ноября 2009 года Папа Бенедикт подписал апостольскую конституцию Anglicanorum coetibus. Палата епископов Англиканской церкви в Америке — Американская провинция традиционного англиканского сообщества — ответила 3 марта 2010 года, единогласно проголосовав за просьбу о принятии в соответствии с личным отдинариатом. В течение нескольких месяцев, однако, большинство епископов Англиканской церкви в Америке сообщили об их противостоянии этому движению, и данная церковь с тех пор заявила о своём намерении оставаться продолжающим англиканским учреждением.

## Юрисдикции
Ниже приведен список церковных органов, которые обычно называются «Продолжающийся англиканский». Примерное число их североамериканских приходов показано в круглых скобках.
- Американская англиканская церковь (12)
- Англиканская католическая церковь (100) — включает традиционную англиканскую церковь Канады (9)
- Англиканская церковь Вирджинии (5)
- Англиканская православная церковь (5)
- Англиканская ортодоксальная южная епископальная церковь
- Англиканская провинция Америки (55)
- Англиканская провинция Христа-Царя (45)
- Христианская епископальная церковь Северной Америки (4)
- Епархия Святого Креста (20)
- Епископальная миссионерская церковь (25)
- Святая католическая церковь — Западный обряд (16)
- Православная англиканская церковь (12)
- Традиционная англиканская церковь Америки (8)
- Традиционное англиканское сообщество:
  - Англиканская церковь в Америке (60)
  - Англиканская католическая церковь Канады (12)
- Объединённая англиканская церковь (6)
- Объединённая епископальная церковь Северной Америки (25)